# Rhododendron serpyllifolium
Rhododendron serpyllifolium är en ljungväxtart som först beskrevs av Asa Gray, och fick sitt nu gällande namn av Friedrich Anton Wilhelm Miquel. Rhododendron serpyllifolium ingår i släktet rododendron, och familjen ljungväxter.

## Underarter
Arten delas in i följande underarter:
- R. s. album
- R. s. seigaiunzen
- R. s. usukiunzen

## Bildgalleri

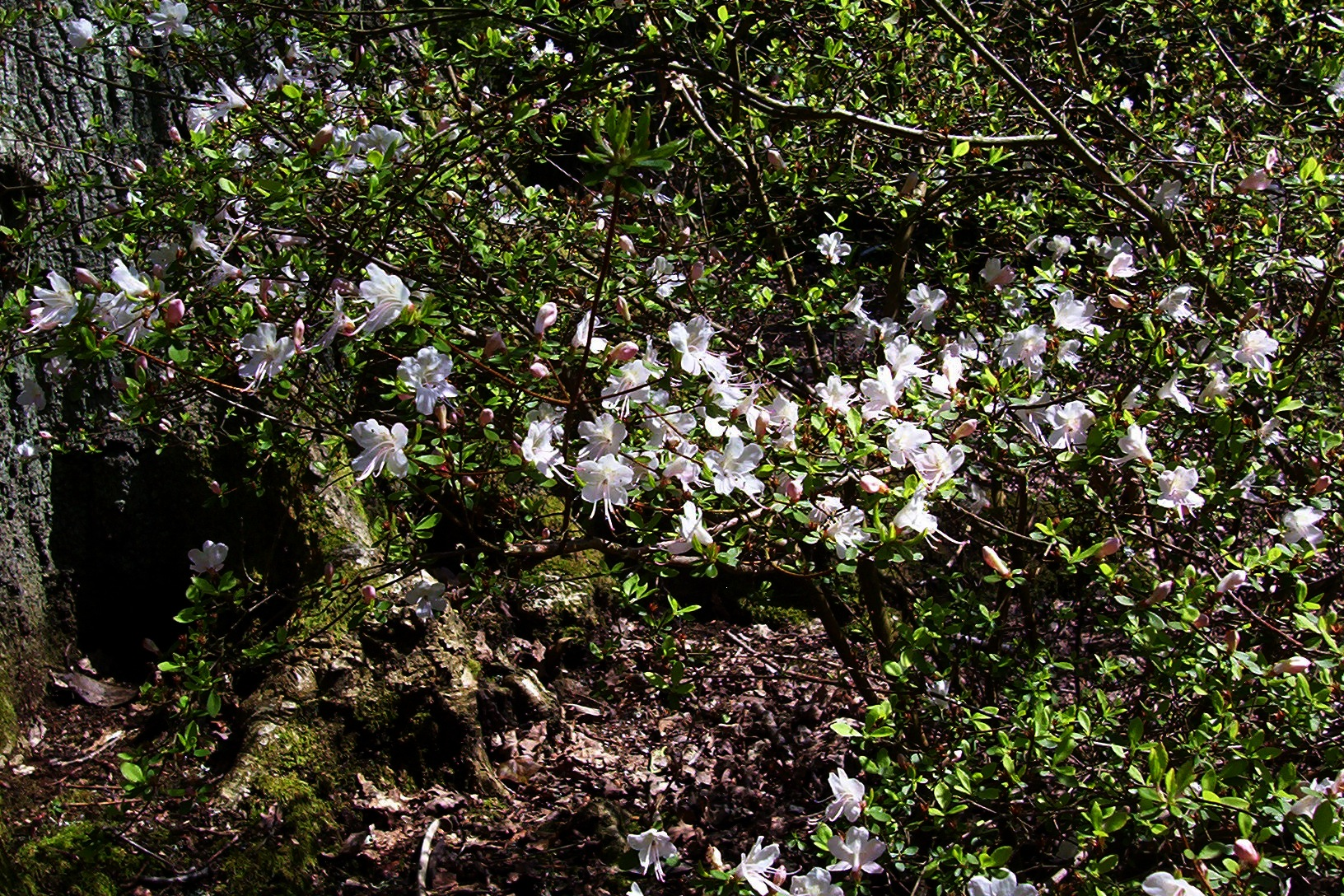